# ESC Hügelsheim
Der ESC Hügelsheim ist ein Eishockeyverein aus Hügelsheim in Baden-Württemberg. Der genaue Vereinsname lautet Eis-Sport-Club Hügelsheim 09 e. V.

## Geschichte

### ESV Hügelsheim

ESV Hügelsheim

Die Geschichte der Sportart Eishockey in Hügelsheim begann mit dem Bau des Eisstadions auf dem Gelände des damaligen kanadischen Militärflugplatzes CFB Baden-Soellingen, des heutigen Baden-Airparks, durch die dort stationierten kanadischen Streitkräfte im Jahr 1956. Sie errichteten ein Eisstadion mit der in Kanada üblichen kleinen Eisfläche, das auch heute noch existiert und vom ESC betrieben wird. Die Mannschaft der Kanadier spielte unter dem Namen Baden Raiders bzw. Canadians Baden-Söllingen.
1984/85 spielte der ESV Hügelsheim (Eissportverein Hügelsheim) noch in der sechstklassigen Landesliga. 1986 tauchte der ESV mit seinem Aufstieg in die Regionalliga Süd-West erstmals im höherklassigen Ligeneishockey auf. In dieser Liga spielte der Verein bis zur Auflösung dieser regionalen Gruppe 1992, danach trat er wieder in den Ligen des Eissportverbandes Baden-Württemberg an. Nach der Ligenneueinteilung mit der Einführung der Deutschen Eishockey Liga im Sommer 1994 spielte der ESV erst in der Regionalliga Süd-West, wo er 1998 als Meister an der Aufstiegsrunde zur 2. Liga Süd teilnahm. Ab 1999 nahm der ESV an der Baden-Württemberg-Liga teil.
In der Saison 2003/04 gelang dem ESV Hügelsheim als Meister der Baden-Württemberg-Liga der Aufstieg in die Oberliga. Im Rahmen des Lizenzverfahrens für die Saison 2005/06 wollte der ESV zunächst auf die Oberliga-Lizenz aus finanziellen Gründen, die auch mit dem Stadionbetrieb zusammenhingen, verzichten. Dann wurde von Seiten des ESV doch die Meldung für die Saison 2005/06 abgegeben, allerdings sollte der Spielbetrieb der 1. Mannschaft in eine ESV Hügelsheim Spielbetriebs GmbH ausgelagert werden. Im Rahmen des anschließenden Lizenzverfahrens für die GmbH wurde schlussendlich doch – mitunter aus finanziellen Gründen – auf die Oberligalizenz verzichtet und der Spielbetrieb der Hornets 2005/06 in der Baden-Württemberg-Liga fortgesetzt. Neben den Hornets nahmen 2005/06 eine zweite Seniorenmannschaft an der fünftklassigen Landesliga Baden-Württemberg und die Damenmannschaft an der zweitklassigen Eishockey-Baden-Württemberg-Liga teil. Im Sommer 2006 nahm der ESV mit einer Mannschaft an der vom Deutschen Eishockey-Bund organisierten Deutschen Inline-Hockey-Liga teil.
Im Mai 2008 wurde dem ESV Hügelsheim, dessen erste Mannschaft in der Saison 2007/08 als Dritter der Aufstiegsrunde zur Oberliga die sportliche Qualifikation verpasst hatte, von Seiten der Eishockeyspielbetriebsgesellschaft ein Angebot zum Nachrücken in die Oberliga 2008/09 gemacht. Die nötigen Unterlagen für die Oberliga-Lizenz wurden im Juni 2008 von Seiten des Vereins eingereicht. Da aber für die Oberliga zum Zeitpunkt des Einreichens der Unterlagen die notwendige Freigabe des Eissportverbands Baden-Württemberg noch ausstand, plante der Verein zweigleisig und gab zugleich die Meldung für die Baden-Württemberg-Liga ab. Am 30. Juni 2009 reichte der ESV Hügelsheim den Antrag auf Insolvenz ein. Dieser wurde jedoch im Oktober 2009 vom Amtsgericht Baden-Baden abgewiesen, da eine ausreichende Masse nicht vorhanden sei.

### ESC Hügelsheim
Nach der Insolvenz des ESV Hügelsheim wurde als Nachfolgeverein der ESC Hügelsheim (Eis-Sport-Club Hügelsheim 09 e. V.) gegründet.
Die Herrenmannschaft des ESC Hügelsheim startete unter dem Namen Baden Rhinos 2010/11 in der Landesliga Baden-Württemberg und stieg bereits im ersten Jahr in die Regionalliga Süd-West auf. Die Damenmannschaft startet in der Frauenliga Baden-Württemberg. Daneben unterhält der Verein diverse Nachwuchsmannschaften, die jüngeren Jahrgänge als Spielgemeinschaft mit dem ERC Waldbronn, die älteren als Spielgemeinschaft mit dem EHC Freiburg.

## Baden Rhinos
Die „Baden Rhinos“ sind die erste Herrenmannschaft des ESC Hügelsheim, sie spielen derzeit in der Baden-Württemberg-Liga.

### Kader
| Spieler                 | Position | Nationalität | Nummer |
| ----------------------- | -------- | ------------ | ------ |
| Riku Törnqvist          | GK       | 🇫🇮           | 72     |
| Sebastian Trenholm      | GK       | 🇩🇪           | 31     |
|                         |          |              |        |
| Noah Nijenhuis          | V        | 🇩🇪           | 8      |
| Michael Kick            | V        | 🇩🇪           | 24     |
| Philip Riessle (C)      | V        | 🇩🇪           | 26     |
| Dominik Dech            | V        | 🇩🇪           | 2      |
| Dennis Friedberger      | V        | 🇩🇪           | 92     |
| Sebastian Ott           | V        | 🇩🇪           | 98     |
|                         |          |              |        |
| Raphael Diebold         | F        | 🇩🇪           | 7      |
| Jyry Kortelainen        | F        | 🇫🇮           | 10     |
| Kevin Andreev           | F        | 🇩🇪           | 11     |
| Martin Vachal           | F        | 🇨🇿           | 15     |
| Daniel Steinke          | F        | 🇩🇪           | 19     |
| Nico Kolb               | F        | 🇩🇪           | 22     |
| Austin Cihak            | F        | 🇩🇪           | 28     |
| Andreas „Andy“ Mauderer | F        | 🇩🇪           | 34     |
| Mirco Majewski          | F        | 🇩🇪           | 67     |
| Noel Johnson            | F        | 🇩🇪           | 68     |
| Maxim Engel             | F        | 🇩🇪           | 75     |
| Ville Keränen           | F        | 🇫🇮           | 12     |
| Paolo de Sousa          | F        | 🇵🇹           | 88     |
| Denis Majewski          | F        | 🇩🇪           | 89     |
| Veniamin Trandafilov    | F        | 🇺🇦           | 17     |

Quelle

## Spielstätte
Die Spielstätte des ESC Hügelsheim ist die Baden-Airpark-Eisarena. Sie hat ein Fassungsvermögen von 1.200 Stehplätzen und inzwischen auch ca. 60 Sitzplätze mit VIP-Bereich für Sponsoren und Gönner des Vereins. Zur Eishalle gehören auch vier Curlingbahnen. Der ESV Hügelsheim war Eigentümer und Betreiber der Baden-Airpark-Eisarena. Nach der Insolvenz ging die Eisarena in den Besitz des Landes Baden-Württemberg über. Der Nachfolgeverein ESC Hügelsheim ist neuer Betreiber der Eishalle; die Neueröffnung fand am 10. Oktober 2010 statt.